# Zhou Muwang
Zhou Mu Wang (周穆王), de son nom personnel Ji Man (姬滿), fut le cinquième roi de la dynastie Zhou (周).
Il fut intronisé à Hao. Il fut certainement un des rois les plus importants de la dynastie Zhou.

## Règne
Succédant à son père Zhou Zhaowang à l'âge avancé de cinquante ans, on disait de lui qu'il était plus ambitieux que sage. Il a régné de 957 à 922 av. J.-C., pendant trente-cinq ans et décéda à l'âge de cent cinq ans.

### Prestige dynastique
C'est sous son règne que la dynastie Zhou atteint son zénith de puissance et d'influence.

### Un grand voyageur
Le roi Mu était un grand voyageur, il parcourut sous son règne de nombreux territoires. Il voyageait le plus vers l'Ouest, car il s'intéressait au mythe
de l'immortalité et dans ces mythes, les monts Kunlun sont très significatifs. C'est pour cela qu'il voyagea souvent vers les lieux sacrés du mythe de l'immortalité.

### Expéditions militaires et diplomatie
Sous son règne, le royaume Zhou était un état particulièrement agressif. En outre, il entreprit de très nombreuses campagnes militaires contre des états limitrophes et étendit l'influence des Zhou à l'est. Il mena une puissante armée à l'ouest contre les Tokhariens et colonisa l'ouest de la Chine, l'actuel Xinjiang dans l'idée d'empêcher un retour des Tokhariens en créant une sorte de marche (juridiction).
Le roi Mu, était connu pour être un homme plus ambitieux que sage et c'est pour cela qu'il envoya ses armées aux quatre coins du monde connu. En effet, en tant que fils du Ciel, le roi Mu voulait une reconnaissance mondiale équivalente. Il n'était pas homme à qui on pouvait dire non sans conséquence. Les états qui lui résistaient, faisaient l'objet de sérieuses menaces, sinon tout simplement d'expéditions punitives.

## Succession
Zhou Gongwang lui succède. Après son règne, la dynastie va progressivement s'effondrer dans une très longue décadence amorcée par la folie du Roi Zhou Youwang (周幽王).